# Amerimnon
Amerimnon là một chi thực vật có hoa trong họ Đậu.